# Angoustrine (Pyrénées-Orientales)
Pour les articles homonymes, voir Angoustrine.
Angoustrine  est une ancienne commune située à Angoustrine-Villeneuve-des-Escaldes, dans le département français des Pyrénées-Orientales.

## Géographie

### Localisation
Angoustrine est située au nord-est de Villeneuve-des-Escaldes. La commune avait une superficie de 83,95 km2.

### Communes limitrophes
| Mérens-les-Vals (Ariège) | Orlu (Ariège)              | Formiguères, Les Angles            |
| Porté-Puymorens, Dorres  | Angoustrine                | Bolquère                           |
| Villeneuve-des-Escaldes  | Llívia (enclave d'Espagne) | Font-Romeu-Odeillo-Via, Targasonne |

### Voies de communication et transports
Angoustrine est traversée par la route départementales D 618, en provenance au nord-est de Targasonne et en direction au sud-ouest de Villeneuve-des-Escaldes.

## Toponymie
Pour un article plus général, voir Toponymie des Pyrénées-Orientales.
Le nom catalan de la commune est Angostrina.
Angoustrine est citée pour la première fois, en tant que paroisse, en 839 (parrochia Angustrina). En 1801, le Bulletin des lois cite la commune sous le nom d'Angustrina.

## Histoire

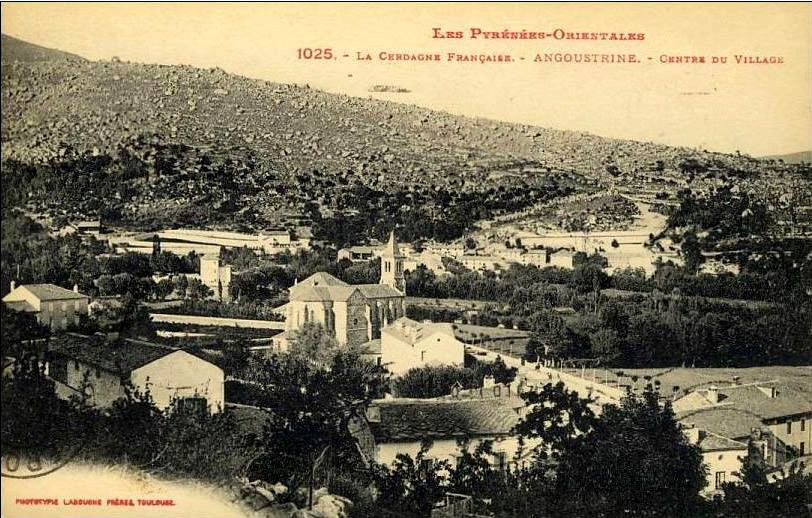
Vue ancienne d'Angoustrine

Dans le cimetière se trouve un autel romain en granit dédié à Jupiter et prouvant la présence ou le passage de populations sur le territoire dans l'Antiquité.
La mention de la paroisse d'Angoustrine au IXe siècle atteste l'existence du lieu habité au moins dès cette époque.
Angoustrine devient commune en 1790.
Par arrêté préfectoral du 19 février 1973, la commune de Villeneuve-des-Escaldes est rattachée, le 1er mars 1973, à celle d'Angoustrine pour former la nouvelle commune d'Angoustrine-Villeneuve-des-Escaldes.

## Politique et administration

### Canton
En 1790, la commune d'Angoustrine devient le chef-lieu du canton d'Angoustrine, rapidement dissous, et rejoint vers 1793 le canton d'Ur, lui aussi dissous en 1801. Angoustrine rejoint alors le canton de Saillagouse qu'elle ne quitte plus par la suite,.

### Liste des maires
| Période | Période | Identité             | Étiquette | Qualité |
| ------- | ------- | -------------------- | --------- | ------- |
| 1792    | 1794    | Jacques Poch         |           |         |
| 1794    | 1795    | Pierre Carrera       |           |         |
| 1795    | 1798    | Gilles Capdeville    |           |         |
| 1798    | 1800    | Paul Cot             |           |         |
| 1800    | 1801    | Isidore Poch         |           |         |
| 1801    | 1813    | Jacques Poch         |           |         |
| 1813    | 1816    | Joseph Poch          |           |         |
| 1816    | 1821    | Gilles Colomer       |           |         |
| 1821    | 1830    | Antoine Palau        |           |         |
| 1830    | 1833    | Isidore Courtade     |           |         |
| 1833    | 1835    | Paul Cot             |           |         |
| 1835    | 1841    | Gilles Barrère       |           |         |
| 1841    | 1843    | Gilles Capdeville    |           |         |
| 1843    | 1860    | Joseph Poch          |           |         |
| 1860    | 1867    | Isidore Courtade     |           |         |
| 1867    | 1870    | Jean Paul            |           |         |
| 1870    | 1874    | Mariano Carrère      |           |         |
| 1874    | 1876    | Jean "Tressère" Poch |           |         |
| 1876    | 1896    | Joseph Cot           |           |         |
| 1896    | 1908    | Laurent Colomer      |           |         |
| 1908    | 1925    | François Saboya      |           |         |
| 1925    | 1935    | Antoine Agusti       |           |         |
| 1935    | 1938    | Georges Mitjaville   |           |         |
| 1938    | 1945    | Raphaël Agusti       |           |         |
| 1945    | 1973    | Louis Clerc          |           |         |

## Population et société

### Démographie ancienne
La population est exprimée en nombre de feux (f) ou d'habitants (H).
| 1365 | 1378 | 1515 | 1553 | 1709 | 1720 | 1767  | 1774 | 1788  |
| ---- | ---- | ---- | ---- | ---- | ---- | ----- | ---- | ----- |
| 26 f | 18 f | 8 f  | 12 f | 29 f | 48 f | 388 h | 79 f | 455 h |

| 1789 | - | - | - | - | - | - | - | - |
| ---- | - | - | - | - | - | - | - | - |
| 84 f | - | - | - | - | - | - | - | - |

### Démographie contemporaine
La population est exprimée en nombre d'habitants.
| 1793 | 1794 | 1796 | 1800 | 1804 | 1806 | 1820 | 1826 | 1831 |
| ---- | ---- | ---- | ---- | ---- | ---- | ---- | ---- | ---- |
| 398  | 416  | 185  | 219  | 305  | 394  | 430  | 380  | 468  |

| 1836 | 1841 | 1846 | 1851 | 1856 | 1861 | 1866 | 1872 | 1876 |
| ---- | ---- | ---- | ---- | ---- | ---- | ---- | ---- | ---- |
| 506  | 490  | 514  | 487  | 454  | 464  | 448  | 488  | 518  |

| 1881 | 1886 | 1891 | 1896 | 1901 | 1906 | 1911 | 1921 | 1926 |
| ---- | ---- | ---- | ---- | ---- | ---- | ---- | ---- | ---- |
| 458  | 412  | 414  | 420  | 403  | 410  | 393  | 285  | 340  |

| 1931 | 1936 | 1946 | 1954 | 1962 | 1968 | - | - | - |
| ---- | ---- | ---- | ---- | ---- | ---- | - | - | - |
| 375  | 355  | 295  | 261  | 229  | 218  | - | - | - |

Note : À partir de 1975, les habitants d'Angoustrine sont recensés avec ceux de Villeneuve-des-Escaldes, voir Angoustrine-Villeneuve-des-Escaldes.

### Manifestations culturelles et festivités
- Fête patronale d'Angoustrine : 30 novembre et 1er décembre[6] ;
- Fête communale d'Angoustrine : Fête-Dieu[6] ;

## Culture locale et patrimoine

### Lieux et monuments
- La chapelle Saint-Martin d'Envalls, petite chapelle isolée au fond de la vallée d'Angoustrine ;
- L'église Saint-André d'Angoustrine, romane du XIIe siècle ;
- L'église paroissiale Saint-André d'Angoustrine, du XIXe siècle ;
- Autel romain en granit, dans le cimetière, dédié à Jupiter.